# Glochidion sisparense
Glochidion sisparense là một loài cây gỗ thuộc họ Euphorbiaceae. Đây là loài đặc hữu của Sispara, Ấn Độ. 